# Hermann Emil Arndt
Hermann Emil Arndt (ur. 1904, data śmierci nieznana) – zbrodniarz nazistowski, członek załogi niemieckiego obozu koncentracyjnego Mauthausen-Gusen i SS-Unterscharführer.
Z zawodu sanitariusz. Członek NSDAP od 1936. Od 1 września 1944 do 12 marca 1945 pełnił służbę w Melk, podobozie Mauthausen. Z wyjątkiem stycznia i lutego 1945 gdy był Blockführerer pełnił służbę wartowniczą. Arndt brał również udział w ewakuacji Melk do innego podobozu Mauthausen - Ebensee. Przed swoim pobytem w kompleksie obozowym Mauthausen był członkiem Luftwaffe.  
Arndt został osądzony w procesie załogi Mauthausen-Gusen (USA vs. Adolf Lehmann i inni) przed amerykańskim Trybunałem Wojskowym w Dachau i skazany na 8 lat pozbawienie wolności za maltretowanie więźniów obozu.